# Yunyan, Guangdong
Yunyan är en köping i sydöstra Kina. Den ligger i Lechang i staden Shaoguan i provinsen Guangdong, omkring 220 kilometer norr om provinshuvudstaden Guangzhou. Antalet invånare är 9 575. Befolkningen består av 4 795 kvinnor och 4 780 män. Barn under 15 år utgör 28,0 %, vuxna 15-64 år 60 %, och äldre över 65 år 11,0 %.